# Sacha Bescond
Sacha Erwan Bescond (13 februari 2006) is een Belgisch voetballer die onder contract ligt bij KAS Eupen.

## Carrière
Bescond maakte op 11 mei 2024 zijn profdebuut in het shirt van KAS Eupen: op de slotspeeldag van de Relegation Play-offs liet trainer Kristoffer Andersen hem tegen RWDM in de 87e minuut invallen. Eupen was voor aanvang van deze wedstrijd al zeker van degradatie naar Eerste klasse B, maar sloot zijn acht jaar durende passage op het hoogste niveau af met een 2-0-zege tegen RWDM, dat hierdoor ook zeker was van degradatie.

## Clubstatistieken
| Seizoen         | Club            | Land            | Competitie      | Competitie | Competitie | Beker | Beker | Supercup | Supercup | Europees | Europees | Totaal | Totaal |
| Seizoen         | Club            | Land            | Competitie      | Wed.       | Dlp.       | Wed.  | Dlp.  | Wed.     | Dlp.     | Wed.     | Dlp.     | Wed.   | Dlp.   |
| --------------- | --------------- | --------------- | --------------- | ---------- | ---------- | ----- | ----- | -------- | -------- | -------- | -------- | ------ | ------ |
| 2023/24         | KAS Eupen       | Vlag van België | Eerste klasse A | 1          | 0          | 0     | 0     | —        | —        | —        | —        | 1      | 0      |
| Carrière totaal | Carrière totaal | Carrière totaal | Carrière totaal | 1          | 0          | 0     | 0     | 0        | 0        | 0        | 0        | 1      | 0      |

Bijgewerkt op 6 juni 2024.
1 Moser ·
2 Van Genechten ·
3 Davidson ·
4 Baiye ·
7 Nuhu ·
8 Peeters ·
9 Prevljak ·
10 Charles-Cook ·
11 N'Dri ·
13 S. Keita ·
14 Deom ·
15 Magnée ·
17 Bitumazala ·
18 A. Keita ·
20 Magee ·
23 Christie-Davis ·
24 Wakaso ·
28 Paeshuyse ·
29 Alloh ·
30 Gorenc ·
33 Nurudeen ·
35 Lambert ·
47 Offermann ·
77 Oger ·
99 Roufosse ·
Coach: Still